# Miss Granny
Miss Granny (tiếng Hàn: 수상한 그녀; Romaja: Susanghan Geunyeo, "Cô ấy thật đáng ngờ", tựa phim tại Việt Nam: Ngoại già tuổi đôi mươi) là một bộ phim điện ảnh tình cảm hài năm 2014 của Hàn Quốc do Hwang Dong-hyuk làm đạo diễn. Nữ diễn viên gạo cội Na Moon-hee vào vai một bà lão 70 tuổi thấy mình trở lại là cô gái tuổi 20 (Shim Eun-kyung) sau khi bước vào tiệm chụp ảnh Thanh Xuân bí ẩn.
Sau khi mở màn công chiếu tại các rạp từ ngày 22 tháng 1 năm 2014, bộ phim đã đột phá trở thành một trong những phim có doanh thu phòng vé cao nhất với 8,65 triệu vé được bán ra.

## Nội dung
Oh Mal-soon là bà lão góa chồng đã 74 tuổi, sống cùng gia đình người con trai duy nhất Ban Hyun-chul. Bà phải đeo răng giả, là người cứng đầu, thích chỉ đạo và hay tủi thân, thường xuyên mâu thuẫn với người con dâu mắc bệnh trầm cảm là Ae-ja. Nhưng bà luôn tự hào vì đã một mình cực khổ nuôi dạy người con trai độc nhất thành một giáo sư đại học giảng dạy về ngành lão khoa.
Một ngày kia, Ae-ja suy sụp vì quá căng thẳng mệt mỏi, phải nhập viện do không chịu được áp lực sống chung với mẹ chồng. Các bác sĩ cũng khuyên cô tạm thời nên sống xa bà Mal-soon. Bà Mal-soon nghe tin mình sắp phải vào viện dưỡng lão nên vô cùng buồn bã rồi đi thang lang ngoài đường. Bà tình cờ thấy một tiệm chụp ảnh bí ẩn ghi rằng lưu giữ được những khoảnh khắc thanh xuân. Bà bước vào tiệm với mong muốn chụp một bức ảnh dùng trong đám tang sau này nhưng khi bước ra khỏi tiệm và lên xe buýt, bà vô cùng kinh ngạc khi nhìn thấy hình ảnh phản chiếu qua tấm kính: một cô gái 20 tuổi trẻ trung, tươi tắn.
Thời gian đầu chưa biết sẽ làm gì, bà Mal-soon trốn gia đình và thuê nhà của ông bạn Park cùng làm thêm ở quán cà phê. Bà quyết định nhân cơ hội trời cho này để thực hiện những dự định chưa thành. Bà đổi tên thành Oh Doo-ri vì từ trước đến giờ luôn hâm mộ nữ diễn viên Audrey Hepburn, làm kiểu tóc như trong bộ phim kinh điển Roman Holiday và quyết tâm tận dụng tuổi trẻ của mình.
Giống với tựa đề tiếng Hàn Quốc "Cô ấy thật đáng ngờ", tất cả mọi người đều thấy được cô gái trẻ Doo-ri nói chuyện, ứng xử và đi đứng rất kỳ lạ như một bà lão. Sau khi khiến nhiều người trong quán cà phê ngất ngây bằng giọng hát tuyệt vời của mình, Doo-ri thu hút sự chú ý của đứa cháu nội Ban Ji-ha và nhà sản xuất âm nhạc Han Seung-woo. Ji-ha đã mời Doo-ri tham gia ban nhạc rock heavy metal của anh, cô thuyết phục ban nhạc chuyển sang thể loại nhạc làm hài lòng người nghe hơn, từ đó cô trở thành giọng hát chính và ban nhạc trở nên nổi tiếng.
Doo-ri vô cùng hạnh phúc khi được theo đuổi sự nghiệp ca hát mà cô mơ ước từ lúc còn trẻ. Trong lúc này, cô vướng vào tình cảm với ba người đàn ông: ông bạn già góa vợ Park, đứa cháu trai Ji-ha không biết cô là bà nội mình, và nhà sản xuất Seung-woo luôn chờ đợi cô.
Đài truyền hình đang tuyển chọn những nhân tài âm nhạc, ban nhạc của Ji-ha đã được Seung-woo chọn và cho phép biểu diễn trong chương trình trực tiếp sắp tới, bất chấp sự phản đối của nữ trợ lý Soo-yeon. Ông Park tìm thấy đồ đạc của bà Mal-soon trong phòng của Doo-ri, Doo-ri đành tiết lộ mọi chuyện cho ông biết. Ông Park bất ngờ khi biết Doo-ri chính là bà Mal-soon trẻ lại, ông giữ bí mật này không kể cho ai nghe.
Buổi biểu diễn trong chương trình trực tiếp thành công tốt đẹp nhờ giọng hát ngọt ngào của Doo-ri làm lay động trái tim khán giả. Để ăn mừng việc này, Seung-woo và Soo-yeon dẫn ban nhạc của Ji-ha đi chơi ở công viên nước, ông Park cũng được đi cùng. Seung-woo hỏi Doo-ri về cuộc sống cá nhân của cô, nhưng cô từ chối trả lời. Lúc về nhà, ông Park phát hiện ra nếu Doo-ri chảy máu thì cô sẽ bị lão hóa. Park Na-young - con gái của ông Park hiểu lầm Doo-ri dụ dỗ ông Park để chiếm đoạt tài sản nên đuổi cô ra khỏi nhà. Doo-ri đành đến ngủ tạm ở nhà Seung-woo, điều này làm Ji-ha ghen.
Ban nhạc của Ji-ha được trình diễn trong một chương trình trực tiếp khác. Ji-ha không may bị xe tông khi đang trên đường đến nhà hát. Mọi người định hủy bỏ buổi diễn để vào bệnh viện thăm anh, nhưng Doo-ri đề nghị ban nhạc nên tiếp tục diễn. Buổi biểu diễn thành công lần nữa khi Doo-ri hát một bài vui tươi sôi động do chính Ji-ha sáng tác. Sau đó cô vào bệnh viện truyền máu của mình cứu mạng Ji-ha vì cô có cùng nhóm máu với anh, giúp anh qua cơn nguy kịch. Từ đó cô gái trẻ đẹp Doo-ri biến mất, bà lão Mal-soon trở lại với mọi người. Một thời gian sau, Ban Ha-na - chị gái của Ji-ha làm ca sĩ chính trong ban nhạc của anh, thay thế Doo-ri. Hyun-chul, Ae-ja và bà Mal-soon có đi xem buổi biểu diễn của hai chị em. Bà Mal-soon bước ra khỏi nhà hát trông thấy Seung-woo đứng đằng xa, bà cười một cách hạnh phúc vì vừa trải qua khoảng thời gian thật đẹp.

## Diễn viên
- Shim Eun-kyung vai Oh Doo-ri
- Na Moon-hee vai Oh Mal-soon
- Park In-hwan vai ông Park
- Sung Dong-il vai Ban Hyun-chul
- Lee Jin-wook vai Han Seung-woo
- Hwang Jung-min vai Ae-ja
- Kim Seul-gie vai cháu gái Ban Ha-na
- Jinyoung vai cháu trai Ban Ji-ha
- Kim Hyun-sook vai Park Na-young
- Ha Yeon-joo vai Soo-yeon
- Park Hye-jin vai Ok-ja
- Jung In-gi vai người bạn bác sĩ của Hyun-chul
- Hong Seok-yeon vai người bán thuốc
- Lee Jang-yu vai chủ cửa hàng giày
- Park Hyung-woo vai người chơi guitar bass
- Lee Sang-eon vai người chơi trống
- Park Seung-tae vai Oh Bok
- Han Ji-eun vai Seo Mi-ae
- Hwang Young-hee vai chủ nhà hàng Trung Quốc
- Kim Seon-ha vai công chúa trong phim truyền hình
- Kim Dong-hee vai Dragon
- Kim Dong-seok vai MC chương trình âm nhạc
- Pyo Ye-jin vai MC chương trình âm nhạc
- Kim Soo-hyun vai ông Park khi trẻ lại (khách mời)
- Jang Gwang vai thợ chụp ảnh (khách mời)
- Choi Hwa-jung vai DJ radio (khách mời)
- Yoo Se-yoon vai giọng ca chính của ban nhạc (khách mời)

## Giải thưởng và đề cử
| Năm  | Giải thưởng / Sự kiện                               | Hạng mục                                 | Đối tượng đề cử                             | Kết quả   | Tham khảo                   |
| ---- | --------------------------------------------------- | ---------------------------------------- | ------------------------------------------- | --------- | --------------------------- |
| 2014 | Giải thưởng Nghệ thuật Điện ảnh Chunsa lần thứ 19   | Best Actress                             | Shim Eun-kyung                              | Đoạt giải | [ 11 ] [ 12 ]               |
| 2014 | Giải thưởng Nghệ thuật Điện ảnh Chunsa lần thứ 19   | Kịch bản xuất sắc nhất                   | Shin Dong-ik, Hong Yun-jeong, Dong Hee-seon | Đoạt giải | [ 11 ] [ 12 ]               |
| 2014 | Liên hoan Phim Quốc tế Okinawa lần thứ 5            | Thể loại Uminchu Prize Grand Prix, Peace | Miss Granny                                 | Đoạt giải | [ 13 ] [ 14 ] [ 15 ] [ 16 ] |
| 2014 | Giải Nghệ thuật Baeksang lần thứ 50                 | Best Actress                             | Shim Eun-kyung                              | Đoạt giải | [ 17 ] [ 18 ]               |
| 2014 | Giải Nghệ thuật Baeksang lần thứ 50                 | Best Screenplay                          | Shin Dong-ik, Hong Yun-jeong, Dong Hee-seon | Đề cử     | [ 17 ] [ 18 ]               |
| 2014 | Liên hoan Phim Quốc tế Fantasia lần thứ 18          | Audience Award, Best Asian Film - Gold   | Miss Granny                                 | Đoạt giải |                             |
| 2014 | Giải thưởng Đạo diễn                                | Nữ diễn viên xuất sắc nhất               | Shim Eun-kyung                              | Đoạt giải |                             |
| 2014 | Giải thưởng Điện ảnh Buil lần thứ 23                | Best Actress                             | Shim Eun-kyung                              | Đoạt giải | [ 19 ]                      |
| 2014 | Giải thưởng Điện ảnh Buil lần thứ 23                | Best Screenplay                          | Shin Dong-ik, Hong Yun-jeong                | Đề cử     | [ 19 ]                      |
| 2014 | Giải thưởng Điện ảnh Buil lần thứ 23                | Best Music                               | Mowg                                        | Đề cử     | [ 19 ]                      |
| 2014 | Giải Hiệp hội Phê bình Điện ảnh Hàn Quốc lần thứ 34 | Critics' Top 10                          | Miss Granny                                 | Đoạt giải |                             |
| 2014 | Giải Grand Bell lần thứ 52                          | Best Actress                             | Shim Eun-kyung                              | Đề cử     | [ 20 ] [ 21 ]               |
| 2014 | Giải Grand Bell lần thứ 52                          | Best Screenplay                          | Shin Dong-ik, Hong Yun-jeong, Dong Hee-seon | Đề cử     | [ 20 ] [ 21 ]               |
| 2014 | Giải Grand Bell lần thứ 52                          | Best Music                               | Mowg                                        | Đoạt giải | [ 20 ] [ 21 ]               |

## Các phiên bản làm lại
Ngày 6 tháng 10 năm 2015, CJ Entertainment cho biết bộ phim sẽ được làm lại ở ít nhất 6 quốc gia Việt Nam, Nhật Bản, Thái Lan, Indonesia, Ấn Độ, và Đức, ngoài phiên bản Trung Quốc đã ra mắt trước đó.
- Phiên bản Trung Quốc phát hành vào ngày 8 tháng 1 năm 2015, có tựa là 重返20岁 (Chóng fǎn 20 suì, 20 Once Again, Trở lại tuổi 20)
- Phiên bản Việt Nam Em là bà nội của anh (Sweet 20) đã được công chiếu vào ngày 11 tháng 12 năm 2015.
- Phiên bản Nhật Bản phát hành vào ngày 1 tháng 4 năm 2016, có tựa là あやしい彼女 (Ayashii Kanojo, Sing My Live, dịch từ tiếng Nhật là Cô Bạn Gái Kỳ Quặc)
- Phiên bản Thái Lan phát hành vào ngày 24 tháng 11 năm 2016, có tựa đề(" Suddenly twenty"," Bỗng nhiên 20")
- Phiên bản Indonesia phát hành vào ngày 16 tháng 06 năm 2017 với tựa đề" Sweet 20"
- Phiên bản Philippines phát hành vào ngày 22 tháng 8 năm 2018, lấy tựa đề cùng tên " Miss granny"
- Phiên bản Ấn Độ phát hành vào ngày 05 tháng 07 năm 2019, có tựa đề" Oh! Baby"